# Кабарга (река)
Кабарга́ (Большая Кабарга) — река в Приморском крае России, Дальневосточный федеральный округ. Правый приток реки Уссури.

## Описание
Река Кабарга является правым притоком реки Уссури (481 км от устья), Амурский бассейновый округ, речной бассейн Уссури. Длина составляет около 80 км, водосборная площадь — 870 км². Код водного объекта: 20030700212118100054272.
Китайцы именовали эту реку Курбутихэ. Отсюда пошло её искажённое название — Кубург(х)а. Впоследствии местное население стало называть реку Кабарга, как и типичного обитателя дальневосточной тайги, безрогого «саблезубого» оленя.

## Фауна
В реке Кабарга обитают представители: белого амура, вьюна, карася, карпа, красноперки, леща, линя, маринки, микяжа, окуня, османа, пескаря, плотвы, ротана, ручьевой форели, сома, судака, толстолобика, угря, усача, хариуса, щуки.

## Притоки
Расстояние от устья:
- 14 км река без названия
- 26 км Малая Кабарга
- 38 км река без названия
- 49 км река без названия
- 53 км река Татарский
- 60 км река Солдатский.